# Taça de Portugal de 2000–01
A Taça de Portugal 2000-01 foi 61ª edição da Taça de Portugal, competição sob alçada da Federação Portuguesa de Futebol.

## Oitavos de Final
| Visitado (C)    | Resultado | Visitante (C)            |
| Sporting (PL)   | 2 - 0     | Nacional da Madeira (PL) |
| Farense (PL)    | 0 - 1     | Marítimo (PL)            |
| Porto (PL)      | 4 - 0     | Benfica (PL)             |
| Moreirense (LH) | 5 - 2     | Estoril Praia (PL)       |
| Penafiel (LH)   | 0 - 1     | Boavista (PL)            |
| Bragança (II)   | 3 - 2     | Rio Ave (III)            |
| Famalicão (LH)  | 2 - 1     | Gil Vicente (PL)         |

| - C - campeonato em que a equipa joga |  | - III - III Divisão - II - II Divisão - LH - Liga de Honra - PL - Primeira Liga |

## Quartos de Final
| Visitado (C)           | Resultado | Visitante (C) |
| Moreirense (LH)        | 1 - 2     | Boavista (PL) |
| Bragança (II)          | 1 - 2     | Porto (PL)    |
| Paços de Ferreira (PL) | 1 - 2     | Marítimo (PL) |
| Famalicão (LH)         | 1 - 3     | Sporting (PL) |

| - C - campeonato em que a equipa joga |  | - II - II Divisão - LH - Liga de Honra - PL - Primeira Liga |

## Meias-Finais
| Visitado (C)  | Resultado | Visitante (C) |
| Porto (PL)    | 2 - 1     | Sporting (PL) |
| Boavista (PL) | 0 - 1     | Marítimo (PL) |

| - C - campeonato em que a equipa joga |  | - PL - Primeira Liga |

## Final
| 10 de Junho, de 2001 16:00 | Marítimo | 0 – 2 | Porto                     | Estádio Nacional, Lisboa Público: Árbitro: Jorge Coroado |
|                            |          |       | Pena 13' · Alenitchev 79' |                                                          |

|                                                                    |                                                                    |  |                                                                                               |                                                                                               |
|                                                                    | Cartões & substituições                                            |  |                                                                                               |                                                                                               |
| Iliev Bakero 64' Bruno 66' Bruno Şumudică 71' Joel Santos Zeca 80' | Iliev Bakero 64' Bruno 66' Bruno Şumudică 71' Joel Santos Zeca 80' |  | Carlos Paredes Paulinho Santos 46' Clayton Cândido Costa 80' Capucho Folha 85' Alenitchev 79' | Carlos Paredes Paulinho Santos 46' Clayton Cândido Costa 80' Capucho Folha 85' Alenitchev 79' |

## Campeão
| Taça de Portugal 2000-01 |
| ------------------------ |
| Porto 11º Título         |